# Tekstaro de Esperanto
Tekstaro de Esperanto (рус. Корпус эсперанто, Эсперантский текстовый корпус) — корпус текстов языка эсперанто, коллекция разнообразных текстов для лингвистических исследований эсперанто. По состоянию на 2017 год объём корпуса составляет 4,8 млн словоупотреблений.
Проект был начат в 2002 году Фондом исследований в области эсперанто (ESF). Планированием и реализацией первого этапа проекта, который завершился в конце апреля 2003 года, занимался швед Бертило Веннергрен совместно с Илоной Кутни, Йоуко Линдстедтом, Карло Минная, Кристофером Гледхиллом и Мауро Ла Торре.
В 2006 году был также начат проект Parola tekstaro de Esperanto («Корпус разговорного эсперанто»).